# Mainzer Hoftag
Als Mainzer Hoftag beziehungsweise Mainzer Reichstag werden die Reichs- und Hoftage des Heiligen Römischen Reiches bezeichnet, welche in Mainz stattgefunden haben.

## Liste der Mainzer Hoftage
| Jahr | Ort                    | Vorsitz                 | Ereignisse |
| ---- | ---------------------- | ----------------------- | --- |
| 1098 | Mainz                  | Heinrich IV.            | siehe Mainzer Hoftag von 1098 |
| 1119 | ursprünglich in Tribur | Heinrich V.             | Ein von den Fürsten für Tribur anberaumter Reichstag wird durch Heinrich auf die Maaraue nach Mainz verlegt. siehe Mainzer Hoftag von 1119 |
| 1184 | Mainz, auf der Maaraue | Friedrich I. Barbarossa | siehe Mainzer Hoftag von 1184 |
| 1188 | Mainz                  | Heinrich VI.            | siehe Mainzer Hoftag von 1188, auch Hoftag Jesu Christi                                                                                    |
| 1235 | Mainz                  | Friedrich II.           | siehe Mainzer Hoftag von 1235 |